# Colle delle Vallette
Il Colle delle Vallette (2.303 m s.l.m. ) è un passo non automobilistico che collega la bassa Valle di Susa alla Val Sangone, in Piemonte.

## Caratteristiche
Il colle è collocato lungo lo spartiacque tra la bassa Val Susa e la Val Sangone a nord-est del Monte Rocciavrè, alla testata della valle del Sangonetto (Val Sangone). A nord del punto di valico si trova la Punta Costabruna, a sud il Monte Pian Real. Secondo la classificazione orografica SOIUSA il colle è situato nelle Alpi Cozie, sottosezione Alpi del Monginevro, nel Gruppo dell'Orsiera.

## Escursionismo
Il colle si può raggiungere per sentiero da Tonda, una frazione di Coazze, oppure dalla Valsusa, partendo dal rifugio Valgravio (Villar Focchiardo).

## Protezione della natura
Il valico si trova all'interno del Parco naturale Orsiera - Rocciavrè.